# Gare de Civray-Ville
La gare de Civray-ville est une gare ferroviaire française de la ligne de Lussac-les-Châteaux à Saint-Saviol, située sur le territoire de la commune de Civray, dans le département de la Vienne, en région Nouvelle-Aquitaine.

## Situation ferroviaire
La gare de Civray-ville est située sur la ligne de Lussac-les-Châteaux à Saint-Saviol.

## Histoire
La gare est construite en 1883 et ouvre en 1886.

## Services voyageurs
La gare est aujourd'hui fermée à tout trafic (voyageurs et marchandises). La voie est désaffectée et déposée au-delà de Civray vers Charroux. Elle est encore existante entre Saint-Saviol et Civray bien que les installations soient hors service.